# Archie (Missouri)
Archie és una població dels Estats Units a l'estat de Missouri. Segons el cens del 2000 tenia 890 habitants.

## Demografia
Segons el cens del 2000, Archie tenia 890 habitants, 360 habitatges, i 249 famílies. La densitat de població era de 336,9 habitants per km².
Dels 360 habitatges en un 36,9% hi vivien nens de menys de 18 anys, en un 56,9% hi vivien parelles casades, en un 9,7% dones solteres, i en un 30,6% no eren unitats familiars. En el 28,3% dels habitatges hi vivien persones soles el 17,8% de les quals corresponia a persones de 65 anys o més que vivien soles. El nombre mitjà de persones vivint en cada habitatge era de 2,47 i el nombre mitjà de persones que vivien en cada família era de 3,02.
Per edats la població es repartia de la següent manera: un 28,4% tenia menys de 18 anys, un 5,8% entre 18 i 24, un 31,1% entre 25 i 44, un 16,6% de 45 a 60 i un 18% 65 anys o més.
L'edat mediana era de 34 anys. Per cada 100 dones de 18 o més anys hi havia 84,6 homes.
La renda mediana per habitatge era de 36.944 $ i la renda mediana per família de 42.404 $. Els homes tenien una renda mediana de 37.583 $ mentre que les dones 23.750 $. La renda per capita de la població era de 17.051 $. Entorn del 3,5% de les famílies i el 5,7% de la població estaven per davall del llindar de pobresa.

## Poblacions més properes
El següent diagrama mostra les poblacions més properes.